# NICOTINE
NICOTINE（ニコチン）は、日本のロックバンド。千葉県出身。ユニバーサルミュージック所属。

## 概要

### 結成〜メジャーデビューまで
「ENJOY PUNK ROCK」をテーマに世界的に活動し、過去の欧米の曲のパンクカバーも行う。CDレーベルSkyRecordも経営し、自身もそこからCDを出すこともある。
結成当初はメロコアではなくグランジよりのサウンドで、結成してすぐ渡米して外国でメロディック・パンクにふれ、現在のスタイルになる。自主制作版『Royal Mellow Day』を制作し、2000枚完売（現在ではプレミアが付き入手困難なため、数万円の値段で中古CD店で発売されていることもある）。
アメリカの人気パンクレーベルNOFXのメンバーのレーベル「FAT WRECK CHORDS」から、日本人代表としてHi-STANDARD、SPREADと共に「SHORT MUSIC FOR SHORT PEOPLE」に参加（GREENDAY、THE OFFSPRING、RANCID等が参加）。
その後、フルアルバム「iHola Amigo!」でCDデビュー、インディーズながら記録的なセールスを記録し、その勢いのままミニアルバム「will kill you...」をリリースする。

### メジャーデビュー以降〜
『CARNIVAL』からマーキュリー・ミュージック・エンターテインメント（のちのKITTY MME→ユニバーサルミュージック）よりメジャー進出した。同アルバムはオリコンチャート初登場第14位を記録し、その年のアルバム新人賞9位を受賞。その勢いでCGアニメ映画「GUILSTEIN」に楽曲提供し、話題となる。
その後マーキュリーMEとの契約が終了、そしてワーナーミュージックと契約。オールカバー＆スプリットアルバム「MOVIE ADDICTION」を発売。日米合作の映画のテーマ曲カバーアルバムとして注目を集めた。
「SAMURAI SHOT」をアメリカのパンクレーベル「ASIAN MAN RECORDS」より全米リリースし、本格的な全米活動を開始する。その後「SCHOOL OF LIBERTY」を発売する。さらに、「TAKE ME OUT TO THE BALL GAME 2003」がTBSメジャーリーグ放送のテーマソングに選ばれ知名度を広める。
D.I.Y精神でセルフプロデュースをしてきたが、5thアルバム「SESSION」には外部プロデューサーとして、ウォーレン・フィッツジェラルド（THE VANDALSのギタリスト）を迎え、NICOTINEが目指すアメリカ西海岸のパンクサウンドに近づいた作品となった。2ヶ月後にはSKY RECORDSよりカバーフルアルバム「DisCovered」を発売。そして続けて翌年2005年8月にビートルズのパンクカバー集の「HEY DUDE! WE LOVE THE BEATLES!!!」をリリース。
2005年にワーナーミュージックとの契約切れに伴い、ジェネオンエンタテインメントに移籍、第1弾としてアルバム「PANDORA」をリリースした。
2006年にはユニバーサル時代のアルバムの再リリースと、グランジ時代の幻のアルバムの初CD化で3ヶ月連続アルバムリリースをする。
Mark Harry Filmsとのコラボでシングル「drunk in public」のPV製作をする。その後、NEW FOUND GLORY以来のスプリット作品「METAL ADDICTION」をイタリアの新進気鋭のバンド「SUN EATS HOURS」とともにリリース。
2006年12月にリーダーでギタリストYASUがバンドを脱退。そして自己レーベルSkyRecordの社長辞任も示唆した。YASU在籍最後のアルバム「PROBABLY THE BEST」をリリース。
2007年に古巣でもあるユニバーサルミュージックと再契約。現在はユニバーサルJに所属。
その後ギタリストに、元DONUT MANのShunp、サポートギタリストに元NO END WHYの610-Changを正式なメンバーに迎える。
2008年8月、ドラムのNAOKIが脱退。新メンバーとしてokkyが加入するも、僅か1か月で脱退。その後、新メンバーとしてUが加入する。
2010年3月には自身2枚目となるベストアルバム「ADDICTIVE SHOT -2nd-」をユニバーサルミュージックよりリリース。同時リリースで自身のレーベルSKY RECORDSよりセルフカバーアルバム「2010」をリリース。
2010年9月、ドラムのUが脱退。
2011年6月、新メンバーとしてサポートドラマーのBEAKが正式に加入。
2017年3月、ギターのShunpが脱退。新メンバーとしてVollが加入。
2022年9月21日にミニアルバム「UNSTOPPABLE」をリリースする事を発表。

### 逸話
- Hi-STANDARDに続き、日本人史上2組目となる、パンクロックの祭典・アメリカの移動型フェス「ワープドツアー」にDrive-thruRECORDSのステージで2年連続出場。
- HOWIEとYASUはELLEGARDENの細美武士と大学が一緒で、結成以前から交流があった。そのため、カバーアルバムではよくゲストコーラスとして参加する。そしてギターのYASUは大学時代は痩せていた。
- 2011年、約6年間連れ添った機材車のハイエースが、積んでいた機材ごと盗難被害にあっている[8]。

## メンバー
- ボーカル - HOWIE（新リーダー）[9]
- ギター - Voll
- ベース - FULL
- ドラム - BEAK

## 元メンバー
- ギター - YASU
- ドラム - NAOKI
  - 元々、他のバンドのボーカルで、NICOTINEを結成してからドラムを始めた。
- ドラム - okky
- ドラム - U
- ギター - Shunp
  - 後にBREAKERZのSHINPEIらとMUSCLE ATTACKとしても活動している。

## ディスコグラフィ

### 映像作品
|     | 発売日         | タイトル                        | 規格品番                    | 備考         |
| --- | -------------- | ------------------------------- | --------------------------- | ------------ |
| 1st | 2000年2月9日   | ride on!                        | PHVL-2902:VHS UMBK-1507:DVD | オリコン圏外 |
| 2nd | 2004年3月24日  | BREAK INTO YOU                  | SKYR-0067                   | オリコン圏外 |
| 3rd | 2005年5月4日   | 10th Anniversary Tour           | SKYR-0075                   | オリコン圏外 |
| 4th | 2005年9月22日  | 20050410 SESSION TOUR FINAL     | SKYR-0078                   | オリコン圏外 |
| 5th | 2006年10月4日  | Live! PANDORA TOUR FINAL 060427 | GNBL-1019                   | オリコン圏外 |
| 6th | 2007年12月12日 | KICK INTO ACTION                | PD69-777                    | オリコン圏外 |

## ミュージックビデオ
| 監督             | 曲名 |
| ---------------- | --- |
| 池田圭           | 「ENDLESS DESIRE」 「JULIET」(出演:一双麻希) |
| 久保茂昭         | 「GET THE LIBERTY」(出演:六車勇輝) |
| JOE ESCALANTE    | 「TAKE ME OUT TO THE BALL GAME 2003」 |
| Nacky            | 「DON'T ESCAPE FROM REALITIES」(出演:アンタッチャブル) 「OUR LOST $1,000,000」 「太陽の樹の下で -THE TREE OF THE SUN-」                                                                    |
| 野口正人         | 「ENJOY PUNK ROCK」 「LAST CHRISTMAS」 |
| PAX FRANCHOT     | 「PREJUDICE」 |
| Mark Harry Films | 「drunk in public」 |
| 不明             | 「300 PERFECT GAME」 「BLACK FLYS」 「Here We Go Now」 「LA CLIMA TROPICAL」 「REMEMBER」 「ジミーはいかしたブラザー」 「BLACK FLYS 2010」 「JIMMY IS MY PUNKASS BROTHER 2010」 「CAMPUS」 |

## タイアップ
| 曲名                                       | タイアップ                                             |
| ------------------------------------------ | ------------------------------------------------------ |
| BLACK FLYS WOWOW                           | ワールドサッカー テーマ曲                              |
| TAKE ME OUT TO THE BALL GAME 2003          | TBSメジャーリーグテーマソング                          |
| ENJOY THE PUNK ROCK                        | 天声慎吾オープニング曲                                 |
| ジミーはいかしたブラザー                   | 「ランク王国」エンディングテーマ                       |
| Bio Blood Society                          | アニメーション映画「ギルステイン」主題歌               |
| INSANE Punk Rock Anthem A Girl With A Past | テレビアニメ「魔法遣いに大切なこと～夏のソラ～」挿入歌 |

## 主な出演イベント
- 2005年08月20日 - RISING SUN ROCK FESTIVAL 2005 in EZO
- 2005年08月21日 - GOING KOBE 05
- 2005年10月23日 - SHACHI&GOOD4NOTHING AOJ Final TOUR
- 2006年07月22日 - ウドー・ミュージック・フェスティバル
- 2008年11月24日 - I LOVE STANCE PUNKS TOUR 〜10周年スペシャルファイナル〜
- 2009年05月27日 - SHINJUKU LOFT 11TH ANNIVERSARY
- 2010年02月20日 - STANCE PUNKS「ザ・ワールド・イズ・マイン TOUR」
- 2011年07月23日 - MOGAMI ROCK FESTIVAL'11
- 2012年03月18日 - ABASHIRI ONE MAN LIVE 「BABY! PUNK ROCK NIGHT 2012」
- 2012年09月29日 - 伊賀忍者音楽祭〜IGA NINJA ROCK Fes.2012〜[16]
- 2013年02月10日 - 渋谷チェルシーホテル10周年感謝祭 その五
- 2013年03月15日 - Marquis Queensberry presents 「Ride the Lightning」
- 2015年02月01日 - ThumbUp 6th Anniversary SPECIAL LIVE ～OPEN DAY～
- 2015年10月10日 - SWEET & SOURLIFE pre. スイサワツアーファイナル
- 2015年11月23日 - 「the cream of the crop」
- 2016年02月11日 - LOCAL PRIDE IS NOT DEAD vol.9